# Particionamento binário de espaço

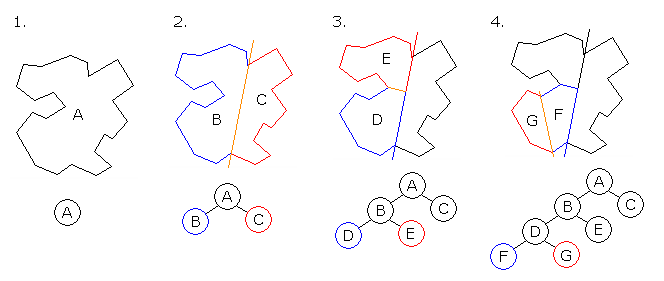
O processo de fazer uma árvore BSP

Em ciência da computação, o Particionamento binário de espaço (BSP)é um método para recursivamente subdividir um  espaço em convexos definidos de hiperplanos. Esta subdivisão dá origem a uma representação de objectos dentro do espaço por meio de um  estrutura de dados em árvore conhecido como árvore BSP.
Particionamento espaço binário foi desenvolvido no contexto de computação gráfica 3D, onde a estrutura de uma árvore BSP permite que a informação espacial sobre os objetos em uma cena o que é útil em  apresentação, tais como a sua ordem de frente para trás em relação a um  observador em um determinado local e ser acedida rapidamente. Outras aplicações incluem a realização de operações com formas geométricas (geometria sólida construtiva) em CAD, detecção de colisão em robótica e  Video games 3D, ray tracing e outras aplicações de computador que envolvem a manipulação de cenas espaciais complexos.